# Дебора Блум
Дебора Лі Блум (народилася 19 жовтня 1954 року) — американська наукова журналістка та директорка Програми наукової журналістики Найта в Массачусетському технологічному інституті. Вона є авторкою кількох книжок, зокрема «Довідник отруйника» (2010) та «Загін отруйників» (2018), а також веде колонку в The New York Times і блог на платформі Wired під загальною назвою «Elemental»(«Елементаль»).
Як наукова журналістка у виданні Sacramento Bee, Блум підготувала серію статей, присвячених професійним, етичним та емоційним конфліктам між науковцями, які використовують тварин у своїх дослідженнях, і активістами за права тварин, які виступають проти таких досліджень. Ця серія під назвою «Війни мавп» принесла їй Пулітцерівську премію 1992 року за репортаж у сфері наукової журналістики.

## Раннє життя та освіта
Старша з чотирьох дочок, Дебора Блум народилася у 1954 році в єврейській родині в місті Урбана, штат Іллінойс Її батьком був ентомолог Мюррей С. Блум, а матір’ю — Ненсі Енн Блум, педагогиня та письменниця.  Дитинство Дебори минуло в Батон-Ружі (штат Луїзіана), Бристолі (Англія) та Афінах (штат Джорджія). Вона здобула освіту в Університеті Джорджії, де спеціалізувалася на журналістиці та була головною редакторкою студентської газети The Red and Black.

## Кар'єра
Розпочавши кар'єру журналістки, Блум висвітлювала кримінальні події, пожежі, судові процеси та інші загальні новини для газет у Джорджії, Флориді та Каліфорнії. Вона працювала у таких виданнях, як Macon Telegraph, St. Petersburg Times та Fresno Bee. 

### Екологічна журналістика
Здобувши ступінь магістра з екологічної журналістики в Університеті Вісконсин-Медісон, вона повернулася до Fresno Bee як репортерка з екологічної тематики.
Блум першою висвітлила тривожний випадок масових деформацій водоплавних птахів у Національному заповіднику дикої природи Кестерсон, викликаний токсичним забрудненням водно-болотних угідь селеном внаслідок неналежного управління зрошувальними стоками. Її репортажі дозволили Fresno Bee, виданню середнього розміру, обійти значно більші газети — San Francisco Chronicle та Los Angeles Times — у висвітленні цієї важливої екологічної теми.

### Написання та публікація наукових праць
1984 року Блум приєдналася до редакції Sacramento Bee — сестринської газети Fresno Bee, де розширила сферу своєї діяльності, перейшовши до наукової журналістики. Її серія «Каліфорнія: Майстер зброї» була відзначена премією Лівінгстона за національні репортажі 1987 року.  1992 року Американська асоціація сприяння розвитку науки (AAAS) також нагородила її премією AAAS–Westinghouse за серію «Війни мавп».
Блум перетворила серію статей, відзначену Пулітцером, на книгу з тією самою назвою. Її друга книга, «Секс у мозку», досліджує біологічні відмінності між чоловіками й жінками. У «Закоханості у Гун-Парку» вона звертається до постаті новатора-психолога Гаррі Гарлоу, а в «Мисливцях за привидами» — до досліджень Вільяма Джеймса та його колег щодо можливостей наукового вивчення паранормальних явищ.
У книзі «Посібник отруйника» вона розповідає про новаторську роботу двох маловідомих учених, які стали піонерами судової токсикології, заклавши підґрунтя для сучасної криміналістики. Книгу було представлено в подкасті Point of Inquiry.  2015 року за цю працю Блум отримала премію імені Джеймса Т. Грейді — Джеймса Х. Стека за популяризацію хімії від Американського хімічного товариства.
Дебора Блум писала про науку і її зв’язок з американською культурою для таких видань, як The New York Times, The Wall Street Journal, The Boston Globe, Time, The Washington Post, Los Angeles Times, Discover, Psychology Today, Rolling Stone, Utne Reader та Mother Jones.  2013 року вона почала вести колонку «Отруйна ручка» для The New York Times і розміщувати відповідні пости у блозі онлайн-версії газети.
Ставши директоркою Програми наукової журналістики Найта, вона ініціювала створення та стала видавчинею нового онлайн-журналу про науку Undark.
З 1997 по 2015 рік Блум була професоркою Школи журналістики та масових комунікацій Університету Вісконсин-Медісон. У 2005 році її було призначено на іменну посаду професорки журналістики імені Гелен Фірстбрук Франклін.
У липні 2015 року вона очолила Програму наукової журналістики Найта при Массачусетському технологічному інституті.
Блум була президенткою Національної асоціації наукових письменників, членкинею керівної ради Всесвітньої федерації наукових письменників, а також брала участь у роботі Ради з розвитку наукової літератури, Комітету AAAS з питань громадського розуміння науки та технологій, Ради з питань сільського господарства та природних ресурсів Національної дослідницької ради, Товариства науки та громадськості, а також Конгресового комітету США з питань науки.
Блум також є співредакторкою, разом із Мері Кнудсон та Робін Маранц Хеніг, книги «Польовий посібник для наукових письменників».

### Програма наукової журналістики імені Найта в Массачусетському технологічному інституті
У липні 2015 року Блум очолила Програму наукової журналістики імені Найта (KSJ), стипендіальну програму, що фінансується Фондом Джеймса С. та Джона Л. Найтів для підтримки "вибраного покоління журналістів"..
Наступного року вона та колишній репортер New York Times Том Зеллер-молодший заснували Undark, цифровий науковий журнал, що видається за підтримки програми KSJ.
У липні 2016 року Девід Коркоран, колишній редактор Science Times у The New York Times, став старшим редактором і заступником директора програми.
У липні 2016 року Девід Коркоран, колишній редактор Science Times у The New York Times, приєднався до програми як старший редактор журналу та заступник директора програми.

## Особисте життя
Блум з чоловіком має двох синів

### Книги
- «Війни мавп» (1994, видавництво Оксфордського університету)ISBN 1594205140)
- Польовий довідник для наукових письменників: офіційний довідник Національної асоціації наукових письменників за редакцією Блума, Мері Кнудсон та Робіна Маранца Хеніга (1997; 2-ге видання, 2006, Penguin Books)ISBN 1594205140)
- «Секс у мозку: біологічні відмінності між чоловіками та жінками» (1997) — помітна книга року за версією New York Times (1998, видавництво Penguin Books)ISBN 0140263489)
- «Кохання в Гун-Парку: Гаррі Гарлоу та наука кохання» (2002) — названа однією з найкращих книг 2002 року за версією Publishers Weekly, National Public Radio та журналу Discover, фіналістка книжкової премії Los Angeles Times 2002 (2002, Basic Books).ISBN 0738202789)
- Мисливці за привидами: Вільям Джеймс та пошук наукових доказів життя після смерті (2007, Penguin Books)ISBN 0143038958))
- «Довідник отруйника : Вбивство та народження судової медицини в епоху джазу в Нью-Йорку » (2010, Penguin Press)ISBN 0380780410))
- Ангел-вбивця: Правдива історія канібалізму, боротьби зі злочинністю та божевілля в Нью-Йорку (2012, The Atavist) (ASIN B00APWJFZE)
- Загін отруйників: цілеспрямований хрестовий похід одного хіміка за безпеку харчових продуктів на рубежі ХХ століття (2018, Penguin Press)ISBN 1594205140)
- Тактичний посібник з наукової журналістики: уроки з передової (2022, Oxford University Press)ISBN 0197551505)

### Телебачення
- «Отруйний загін» (2020) за мотивами книги Блума під назвою «Отруйний загін». Документальний фільм, створений PBS’s American Experience [35]
- «Довідник отруйника» (2014) — адаптація документального фільму PBS за книгою Блума з такою ж назвою[36]

## Нагороди
- Нагорода за видатні заслуги 2021 року від Школи журналістики та масових комунікацій Університету Вісконсин-Медісон. [37]
- Премія Ендокринологічного товариства 2018 року за досконалість у науці та медичній журналістиці [37]
- Регіональна літературна премія канцлера Вашингтонського університету-Вайтвотер 2014 року за книги «Довідник отруйника» та «Кохання в Гуд-Парку» [38]
- 2010 «Посібник отруйника» – фіналіст премії Агати за найкращу нехудожню літературу [39]
- Нагорода за найкращу документальну літературу для дорослих 2010 року від Товариства авторів Мідленду за книгу «Довідник отруйника».
- Пулітцерівська премія 1992 року за репортаж про біт-індустрію в Sacramento Bee за серію «Війни мавп»

### Відгуки
- Огляд NPR «Довідника отруйника»
- Огляд гри Angel Killer від 77Square на Madison.com
- Огляди фільму «Мисливці за привидами» на Metacritic
- «Останній рубіж», рецензія Денніса Драбелла у газеті «Вашингтон пост», 30 липня 2006 р.
- Інший тип віруючого, рецензія Майкла С. Рота в Los Angeles Times, 6 серпня 2006 року
- Огляд Salon.com про «Кохання в парку Гун»

## Зовнішні посилання
- Офіційний сайт
- Дебора Блум на сайті IMDb (англ.)
- Публікації на C-SPAN